# Turion 64 X2
Turion 64 X2，是AMD在笔记本电脑平台上推出的处理器，中文名称翻译为炫龙，支持64位运算，主要是 英特尔 的 Intel Core Duo T系列及新推出的Intel Core 2 Duo T系列竞争。这款处理器在2006年5月17日推出，全部支持DDR2内存，使用Socket S1 638针脚插座，支持AMD 虚拟化技术，而且省电能力更进一步。
AMD最初销售的Turion X2处理器使用 IBM 的 90 nm 绝缘硅技术 制造，核心代号为"Taylor"与"Trinidad" 。于2007年5月，AMD转向了采用 绝缘体锗硅 制造工艺的 65nm 制程，该工艺由 IBM 和 AMD 共同合作，产品性能甚至有40%的提高，65nm产品的核心代号为"Tyler"。
但是AMD自己的市场策略往往导致了混乱，因为在笔记本平台上往往出现了Turion 64 X2与Athlon X2竞争，甚至规格都几乎一样（如Turion64 X2 ZM80与Athlon X2 Mobile QL62)的情况，造成市场的混乱。

## 核心名称及参数

### Taylor 与 Trinidad（90 nm 绝缘硅工艺）
- 双核 处理器

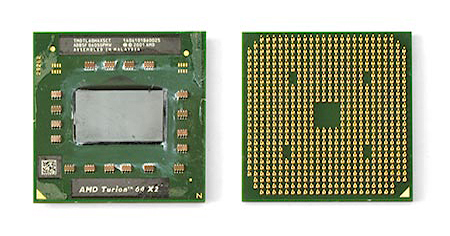
Turion64-X2 for Socket S1

- 一级 缓存／每个核心：64 + 64 KB（数据缓存 与 指令缓存区）
- 二级 缓存／每个核心：256 KB（Taylor内核）/KB（Trinidad内核）
- 内存控制器：双通道 DDR2-667/800 MHz
- MMX 指令集，扩展 3DNow!指令集，SSE指令集，SSE2指令集，SSE3指令集，AMD64指令集，PowerNow!，NX bit技术，AMD 虚拟化技术，
- Socket S1接口，HyperTransport（800 MHz, 1600 MT／s, 10.7 GB／s CPU-RAM + 6.4 GB/s CPU 传输速率）（页面存档备份，存于）
- 功率（散热设计功率）: 31, 33, 35 瓦
- 发布时间：May 17，2006
- 主频：1600, 1800, 2000, 2200 MHz
  - 31W 散热设计功率：
    - TL-50: 1600 MHz（256 KB 二级缓存／每个核心）
    - TL-52: 1600 MHz（512 KB 二级缓存／每个核心）

  - 33W 散热设计功率：
    - TL-56: 1800 MHz（512 KB 二级缓存／每个核心）

  - 35W 散热设计功率：
    - TL-60: 2000 MHz（512 KB 二级缓存／每个核心）
    - TL-64: 2200 MHz（512 KB 二级缓存／每个核心）

### Tyler（65 nm 绝缘硅工艺）
- 双核 处理器
- 一级 缓存／每个核心：64 + 64 KB（数据缓存 与 指令缓存区）
- 二级 缓存／每个核心：512KB
- 内存控制器：双通道 DDR2-800 MHz（12.8 GB/s 带宽）
- 100 MHz granularity (Dynamic P-state Transitions)
- MMX 指令集，扩展 3DNow!指令集，SSE指令集，SSE2指令集，SSE3指令集，AMD64指令集，PowerNow!，NX bit技术，AMD 虚拟化技术，
- Socket S1接口，HyperTransport（800 MHz, 1600 MT／s）
- 功率（散热设计功率）: 31, 35 瓦
- 发布时间：2007
- 主频：1700, 1800, 1900, 2000, 2200, 2300, 2400 MHz
  - 31W 散热设计功率：
    - TK-53 1700 MHz（256 KB 二级缓存／每个核心）- ※Athlon 64 X2 Dual-Core for Notebooks
    - TK-55 1800 MHz（256 KB 二级缓存／每个核心）- ※Athlon 64 X2 Dual-Core for Notebooks
    - TL-56 1800 MHz（512 KB 二级缓存／每个核心）
    - TK-57 1900 MHz（256 KB 二级缓存／每个核心）- ※Athlon 64 X2 Dual-Core for Notebooks
    - TL-58 1900 MHz（512 KB 二级缓存／每个核心）
    - TL-60 2000 MHz（512 KB 二级缓存／每个核心）

  - 35W 散热设计功率：
    - TL-62 2100 MHz（512 KB 二级缓存／每个核心）
    - TL-64 2200 MHz（512 KB 二级缓存／每个核心）
    - TL-66 2300 MHz（512 KB 二级缓存／每个核心）
    - TL-68 2400 MHz（512 KB 二级缓存／每个核心）

### Lion（65 nm 绝缘硅工艺）
- 双核 处理器
- 一级 缓存／每个核心：64 + 64 KB（数据缓存 与 指令缓存区）
- 二级 缓存／每个核心：512KB
- 内存控制器：双通道 DDR2-800 MHz（12.8 GB/s 带宽）
- 100 MHz granularity (Dynamic P-state Transitions)
- MMX 指令集，扩展 3DNow!指令集，SSE指令集，SSE2指令集，SSE3指令集，AMD64指令集，PowerNow!，NX bit技术，AMD 虚拟化技术，
- Socket S1接口，HyperTransport（1000 MHz, 2000 MT／s）
- 功率（散热设计功率）: 31, 35 瓦
- 发布时间：2008
- 主频：2000, 2200, 2300, 2400 MHz
  - 25W 散热设计功率：
    - QL-60 1900 MHz（512 KB 二级缓存／每个核心）- ※Athlon 64 X2 Dual-Core for Notebooks
    - QL-62 2000 MHz（512 KB 二级缓存／每个核心）- ※Athlon 64 X2 Dual-Core for Notebooks
    - ZM-80 2100 MHz（1 MB 二级缓存／每个核心）

- - 30W 散热设计功率：
    - ZM-82 2200 MHz（1 MB 二级缓存／每个核心）
    - ZM-84 2300 MHz（1 MB 二级缓存／每个核心）

### Caspian（45nm SOI 配合濕浸式微影技術）
- 双核 处理器
- 一级 缓存／每个核心：64 + 64 KB（数据缓存 与 指令缓存区）
- 二级 缓存／每个核心：1 MB (Turion II and Athlon II)
- 二级 缓存／每个核心：2 MB (Turion II Ultra)
- 内存控制器：双通道 DDR2-800 MHz（12.8 GB/s 带宽）
- 100 MHz granularity (Dynamic P-state Transitions)
- MMX 指令集，扩展 3DNow!指令集，SSE指令集，SSE2指令集，SSE3指令集，SSE4a指令集，AMD64指令集，PowerNow!，NX bit技术，AMD 虚拟化技术
- 發布時間：2009年11月
- Socket S1G3
- HyperTransport (1800 MHz, 3600 MT/s on M6xx/M5xx models, 1600MHz, 3200 MT/s for M3xx models)
- 功率（散热设计功率）: : 35 watt max
  - 主頻: 2000 (M1xx, L2 cache 512 KB)
  - 主頻: 2000, 2100, 2200 MHz (M3xx, L2 cache: 1 MB)
  - 主頻: 2200, 2300, 2400 MHz (M5xx, L2 cache: 1 MB)
  - 主頻: 2400, 2500, 2600, 2700 MHz (M6xx, L2 cache: 2 MB)

- - 25W 散热设计功率:
    - M100: 2000 MHz - Sempron II Single-Core

- - 35W 散热设计功率:
    - M300: 2000 MHz – Athlon II Dual-Core
    - M320: 2100 MHz – Athlon II Dual-Core
    - M340: 2200 MHz - Athlon II Dual-Core
    - M500: 2200 MHz – Turion II Dual-Core
    - M520: 2300 MHz – Turion II Dual-Core
    - M540: 2400 MHz - Turion II Dual-Core

## 请参阅
- AMD Turion处理器列表
- Turion 64
- Socket S1
- 炫龙